# Stu Bickel
Stuart Richard „Stu“ Bickel (* 2. Oktober 1986 in Chanhassen, Minnesota) ist ein ehemaliger US-amerikanischer Eishockeyspieler und -trainer, der im Verlauf seiner aktiven Karriere zwischen 2007 und 2018 unter anderem 94 Spiele für die New York Rangers und Minnesota Wild in der National Hockey League (NHL) auf der Position des Verteidigers bestritten hat. Zudem absolvierte Bickel, der den Spielertyp des Enforcers verkörperte, weitere 325 Partien in der American Hockey League (AHL).

## Karriere
Der bevorzugt auf der Position des Verteidigers agierende Stu Bickel war zunächst von 2004 bis 2006 für die Green Bay Gamblers in der United States Hockey League (USHL) aktiv. Das Spieljahr 2006/07 verbrachte der Rechtsschütze bei deren Ligakonkurrenten Sioux Falls Stampede. Anschließend absolvierte Bickel eine Saison im Trikot der Eishockeymannschaft der University of Minnesota in der Western Collegiate Hockey Association (WCHA) im Spielbetrieb der National Collegiate Athletic Association (NCAA).
Der Amerikaner, der niemals gedraftet worden war, wurde im Juli 2008 als Free Agent von den Anaheim Ducks aus der National Hockey League (NHL) unter Vertrag genommen. Seine erste Saison in der Organisation der Kalifornier verbrachte der Verteidiger bei deren Farmteam Iowa Chops in der American Hockey League (AHL). In den folgenden beiden Spieljahren pendelte er zunächst mehrfach zwischen mehreren Teams der American Hockey League und ECHL, ehe Bickel im November 2010 von den Anaheim Ducks im Austausch für Nigel Williams zu den New York Rangers transferiert wurde. Nachdem er die Saison 2011/12 bei den Connecticut Whale in der AHL begonnen hatte, wurde Bickel im Dezember 2011 in den NHL-Kader der New York Rangers berufen. Am 20. Dezember 2011 debütierte er in der Partie gegen die New Jersey Devils in der NHL und verbuchte seinen ersten Scorerpunkt. In seiner Rookiesaison gelang es Bickel sich einen Stammplatz in der Verteidigung der New York Rangers zu erspielen. Er kam in insgesamt 51 Spielen der regulären Saison und 18 Playoff-Spielen für die Broadway Blueshirts zum Einsatz.
Nachdem sein Vertrag bei den Rangers nicht verlängert worden war, schloss er sich im Juli 2014 als Free Agent den Minnesota Wild an und unterschrieb dort einen Einjahresvertrag. Dort wurde er allerdings hauptsächlich bei den Iowa Wild in der AHL eingesetzt. Anschließend wurde sein auslaufender Vertrag nach Saisonende nicht verlängert. Im Oktober 2015 schloss er sich daher den San Diego Gulls aus der AHL an, bei denen er bis zu seinem Karriereende im Oktober 2018 insgesamt drei Spielzeiten verbrachte.
Im Anschluss an sein Karriereende begann Bickel als Trainer tätig zu werden. Der 32-Jährige kehrte zunächst an seine Alma Mater, die University of Minnesota, zurück, wo er zwischen 2018 und 2020 als Assistenztrainer tätig war. Danach arbeitete er eine Spielzeit für die Minnesota Magicians in der US-amerikanischen Juniorenliga North American Hockey League (NAHL) als Trainer und Funktionär. Zur Saison 2021/22 wurde Bickel als Assistenztrainer von den Springfield Thunderbirds aus der AHL verpflichtet, die er aber nach nur einer Spielzeit verließ und in gleicher Funktion zum neu gegründeten Ligakonkurrenten Coachella Valley Firebirds wechselte.

## Erfolge und Auszeichnungen
- 2007 Clark-Cup-Gewinn mit den Sioux Falls Stampede

## Karrierestatistik
(Legende zur Spielerstatistik: Sp oder GP = absolvierte Spiele; T oder G = erzielte Tore; V oder A = erzielte Assists; Pkt oder Pts = erzielte Scorerpunkte; SM oder PIM = erhaltene Strafminuten; +/− = Plus/Minus-Bilanz; PP = erzielte Überzahltore; SH = erzielte Unterzahltore; GW = erzielte Siegtore; 1 Play-downs/Relegation; Kursiv: Statistik nicht vollständig)